# Cytherella punctata
Cytherella punctata är en kräftdjursart. Cytherella punctata ingår i släktet Cytherella och familjen Cytherellidae. Inga underarter finns listade i Catalogue of Life.